# Zabagno
Zabagno – osada kociewska w Polsce położona w województwie pomorskim, w powiecie tczewskim, w gminie Tczew przy DK22. Wchodzi w skład sołectwa Swarożyn. Miejscowość leży przy linii kolejowej nr 203 Tczew – Kostrzyn
W latach 1975–1998 miejscowość administracyjnie należała do województwa gdańskiego.